# Hermann Blumenthal (Schriftsteller)
Hermann Blumenthal (urspr. Ber Hersch) (geboren 28. Oktober 1880 in Bolechów, Galizien, Österreich-Ungarn; um 1942 deportiert, 1959 für tot erklärt) war ein österreichischer Schriftsteller, Herausgeber, Journalist, Übersetzer und Theaterkritiker.

## Leben
Blumenthal besuchte von 1891 bis 1893 die Mittelschule in Lemberg. Er arbeitete zunächst einige Jahre als Handelsangestellter in einer Tuchfirma. Er kam als Großhandelskaufmann nach Wien, wurde Sekretär in einer Bank. Literarische Tätigkeit entfaltete er ab 1901 und befasste sich thematisch häufig mit dem galizischen Judentum. Er lebte zeitweise auch in Berlin, wo er 1907 Dramaturg am Figaro-Theater war. Von 1907 bis 1912 war Blumenthal auch Redakteur bei der Zeitschrift „Der Morgen“, daneben arbeitete er als Übersetzer. Nach 1930 war er kaum noch publizistisch tätig, um 1942 wurde er deportiert und 1959 auf Betreiben der Israelitischen Kultusgemeinde Wien  von der Gemeinde Wien für tot erklärt.

## Würdigung
Kenneth H. Ober erwähnt in seinem Werk über die Entstehung der Ghettogeschichte als Gattung, dass Blumenthal zunächst Anhänger des Reformjudentums war, später aber zionistische Auffassungen vertrat.
Ingrid Spörk rechnet Blumenthal einer dritten Generation von Ghettodichtern zu, die eine Wiederaufwertung des Ostjudentums unternahmen.

## Werke
- Der Weg der Jugend, I Kindheitstage, II Knabenalter, III Jünglingsjahre, 1907–1910
- Prinzessin Sabbath, Erzählung, 1908
- Eine Palästina-Reise, Skizzen, 1911
- Straßenbilder, Skizzen, 1911
- Der Weg zum Reichtum, Roman, 1913
- Galizien, der Wall im Osten, Kriegserzählungen, 1915
- Das Volk des Ghetto, mit J. E. Poritzky, herausgegeben von A. Landsberger, 1916
- Der Herr der Karpathen, Roman, 1917
- Polnische Judengeschichten, 1919
- Die Abtrünnige, Roman, 1923
- Gilgul. Ein Roman aus dieser und jener Welt, 1923 (2. Auflage 1925 unter dem Titel Das zweite Leben)
- Die besten jüdischen Anekdoten. Perlen des Humors, 1924